# Хатояма, Юкио
Юкио Хатояма (яп. 鳩山 由紀夫 Хатояма Юкио, род. 11 февраля 1947) — японский политик, лидер Демократической партии Японии, премьер-министр Японии с 16 сентября 2009 по 4 июня 2010 года.

## Ранние годы
Хатояма родился в 1947 году в Токио. Образование он получил в Токийском университете, который окончил в 1969 году, а в 1976 ему была присвоена степень доктора философии Стэнфордского университета.

## Политическая карьера
В 1986 году Хатояма был избран в палату представителей японского парламента, представляя Либерально-демократическую партию. В 1993 году он покинул ЛДП и с несколькими сторонниками сформировал центристскую Новую партию Сакигакэ.
Через несколько лет он присоединился к недавно созданной центристской Демократической партии Японии, возглавив ее вместе с Наото Кан и Такахиро Ёкомити, где с 1999 по 2002 год занимал пост председателя, в то же время являясь лидером оппозиции. 16 мая 2009 года он вновь был избран главой Демократической партии, сменив ушедшего в отставку Итиро Одзаву.

## Премьер-министр Японии
На очередных парламентских выборах, состоявшихся в Японии 30 августа 2009 года, Демократическая партия заручилась поддержкой большинства избирателей — 42.4% (до этого в течение 54 лет большинство голосов получала ЛДПЯ). Благодаря этому ДПЯ удалось получить абсолютное большинство в ключевой, нижней палате парламента — 308 из 480 мест. На первой сессии нового парламента 16 сентября 2009 года Юкио Хатояма был избран новым премьер-министром страны. В тот же день Хатояма обнародовал состав своего коалиционного правительства. Хотя Демократическая партия могла самостоятельно сформировать кабинет, для получения полного контроля и над верхней палатой советников она пошла на заключение коалиционного соглашения с мелкими партиями — Социал-демократической и Новой народной.
В декабре 2009 года Хатояма оказался замешан в коррупционном скандале, что послужило причиной падения его рейтинга. Его обвинили в фальсификации отчётов о получении финансовой поддержки от населения, поскольку в некоторых отчётах фигурировали имена умерших людей, якобы жертвовавших Хатояме деньги. Тем не менее, премьер-министр не был привлечён к уголовной ответственности по этому эпизоду.
2 июня 2010 года Хатояма заявил об уходе в отставку. Он сообщил, что это решение продиктовано его выходом из правящей коалиции Демократической партии и падением рейтинга его кабинета. Он также заявил, что берёт на себя ответственность за то, что правительству не удалось вывести американскую военную базу Футэмма за пределы префектуры Окинава. В тот же день сообщил о своей готовности уйти в отставку и генеральный секретарь Демократической партии Итиро Одзава. 4 июня правительство Хатоямы ушло в отставку.

### Нелегальные взносы в кампанию
В декабре 2009 года финансовый скандал вызвал падение популярности Хатоямы. Было выявлено, что Хатояма получил $ 4 млн в виде пожертвований, которые были неправильно оформлены. Большая часть денег была дана его матерью, богатой наследницы, и некоторые из сообщаемых дарителей были имена умерших людей. Скандал поднял вопросы о его доверии, а также подчеркнул его привилегированный фон. Однако, согласно NHK в 2010 году, прокуроры предпочли не настаивать на том, чтобы он ссылался на недостаточные доказательства преступной деятельности, хотя секретарю был вынесен условный тюремный срок, а контрольная группа прокомментировала: «Трудно поверить утверждению Хатоямы, что он не знал о фальсификациях».

### Отчёт о затратах
В декабре ДПЯ создала правительственную целевую группу для пересмотра государственных расходов и обязалась сделать сокращения равными 32,8 млрд. долларов США. Однако целевая группа сократила только четверть этой суммы. Хатоям пришелся даже отказываться от предвыборного обещания сократить дорожные налоги, связанные — в том числе весьма символический налог на бензин и дорожные сборов. Хатояма столкнулся с критикой со бахромы его собственной партии, некоторые призывают вернуться к расходам общественных работ.

### Внешняя политика

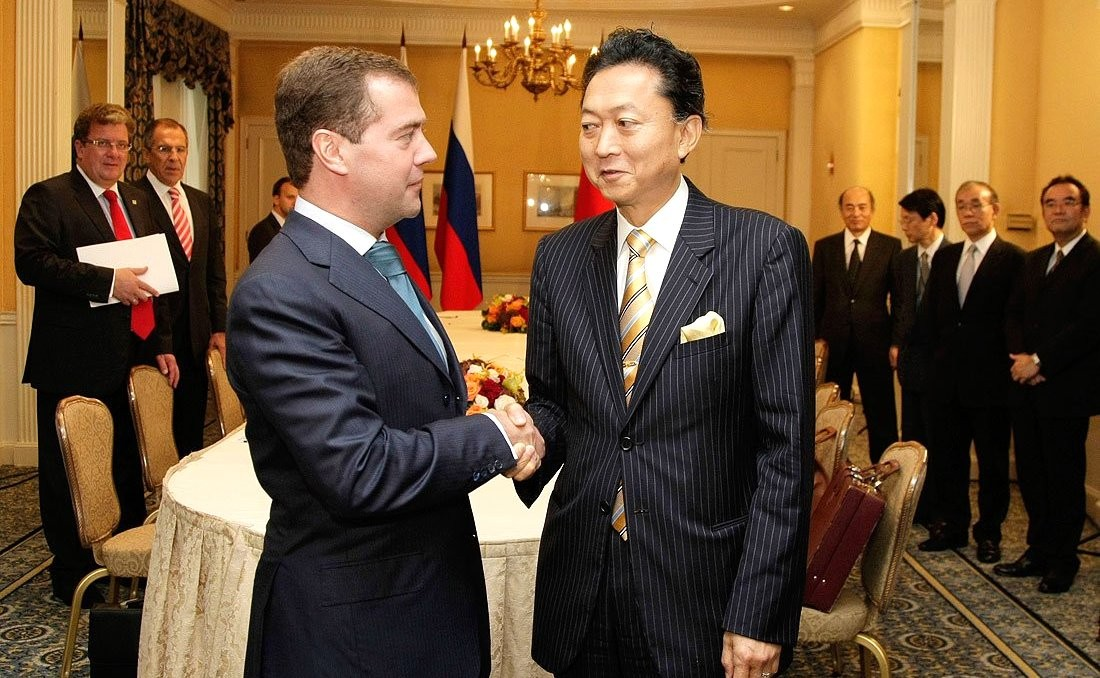
Хатояма с Президентом России Дмитрием Медведевым

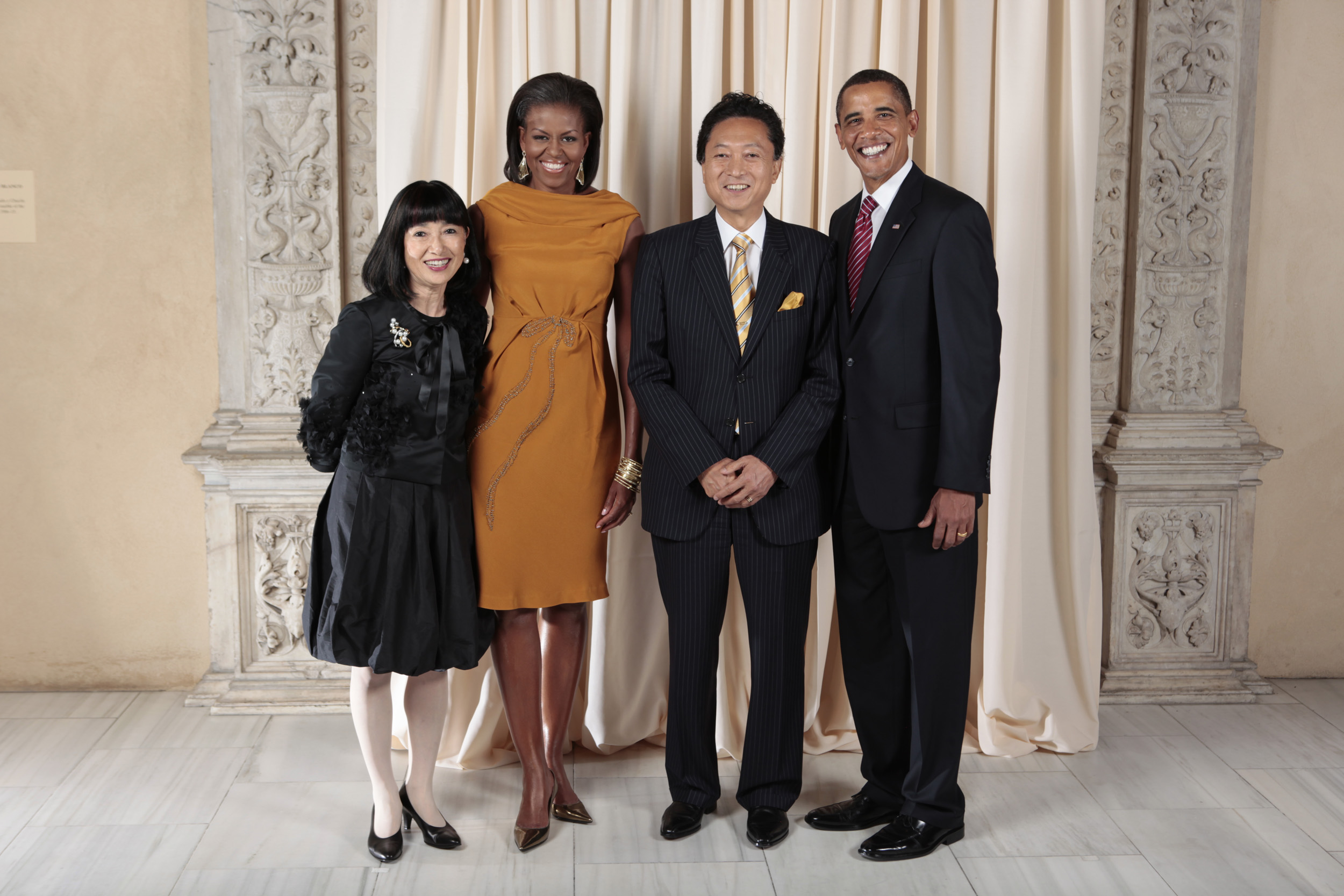
Хатояма с Бараком Обамой и Мишель Обамой, президентом Соединённых Штатов Америки

Хатояма, представляя политику, которую проводил DPJ, хотел перенести внимание Японии с более ориентированной на Америку внешней политики на более ориентированную на Азию политику. Кроме того, он хотел сделать внешнеполитические решения с Америкой более прозрачными, исходя из популярного мнения о том, что внешняя политика Японии определялась инсайдерами за закрытыми дверями.
Платформа ДПЯ призвала пересмотреть свои связи с Соединенными Штатами. Как 1960 Япония-США. договор о безопасности отметил свой 50-летний юбилей, Хатояма призвал к «близкому и равному» Японии-США. что даёт Японии более самостоятельную роль.
Хатояма закончил восьмилетнюю миссию по дозаправке в Афганистане, что очень символично, потому что миссия давно подвергалась критике за нарушение конституции пацифистской нации. Чтобы не возмутить Вашингтон, Хатояма предложил $ 5 млрд. Гражданской помощи для восстановления Афганистана.
Хатояма также столкнулся с проблемой переселения американской авиабазы морской пехоты Футенма. Правительство Соединённых Штатов надеется, что Хатояма будет соблюдать соглашение 2006 года о передислокации базы в менее населенную часть Окинавы и переместить 8 000 морских пехотинцев в Гуам. Некоторые голоса в ДПЯ требовали, чтобы Америка полностью перемещала свои военные базы с Окинавских островов. Хатояма был разорван между общественным мнением об Окинаве и желанием сохранить прочные связи с Вашингтоном.
Двигаясь к более ориентированной на Азию внешней политике, Хатояма работал над улучшением отношений с соседними восточно-азиатскими странами, даже говоря: «Японские острова не принадлежат только японцам». Хатояма работал над углублением экономической интеграции с восточноазиатским регионом, продвижением зоны свободной торговли в Азии к 2020 году и предложением аэропорта Ханеда в качестве 24-часового центра международных рейсов. В январе 2010 года он приветствовал Президента Южной Кореи, призывая к «ориентированным на будущее» связям, а не вспоминать прошлое, в котором Япония колонизировала Корею.
Отношения с Китаем также подогревались под Хатоямой. Первые несколько месяцев видели обмен визитами, в том числе один из фаворитов преемника руководства Китая Си Цзиньпина, для которого Хатояма поспешно назначил встречу с Императором Акихито. 7 января Daily Yomiuri сообщила о обсуждении на высоком уровне в отношении дальнейшего обмена визитами между двумя странами в целях содействия примирению по историческим вопросам. «Пекин стремится смягчить настроения против японцев среди китайской общественности, посетив Хатояма в Нанкине и выразил сожаление о китайско-японской войне», — говорится в документе.

### Отставка
2 июня 2010 года Хатояма объявил о своей отставке премьер-министром перед встречей японской Демократической партии. Он процитировал обещание кампании по закрытию американской военной базы на острове Окинава в качестве основной причины этого шага. 28 мая 2010 года, вскоре после этого и из-за усиления напряжённости в связи с затоплением южнокорейского военно-морского судна, предположительно из Северной Кореи, Хатояма заключил соглашение с президентом США Бараком Обамой  о сохранении базы по соображениям безопасности, но сделка была непопулярной в Япония. Он также упомянул о денежных скандалах с участием лидера партии, Ишир Озавы, который тоже ушёл в отставку, в своём решении уйти в отставку.

## Семейные отношения
Юкио Хатояма происходит из известной в японской политике семьи. Его прадед по отцовской линии, Кадзуо Хатояма, был спикером Палаты представителей в Парламенте Японии с 1896 по 1897 год, а также ректором Университета Васэда. Его дед, Итиро Хатояма, занимал пост премьер-министра Японии и выступил одним из основателей Либерально-демократической партии. Его отец Иитиро Хатояма был министром иностранных дел. Наконец, его брат Кунио Хатояма был министром внутренних дел в кабинете Асо.
В 1975 году во время обучения в Стэнфорде он женился на Миюки Кусуносэ. Супруга Хатоямы известна своими эксцентричными высказываниями.
Их сын, Киитиро, в течение нескольких лет жил в Москве и работал преподавателем в Высшей школе бизнеса МГУ.

## Награды
- Кавалер Большого креста ордена Заслуг (Португалия).
- Орден Дружбы (20 июня 2011 года, Россия) — за большой вклад в развитие российско-японских отношений и укрепление культурного сотрудничества[19].